# Ленточница жёлтая восточная
Ленточница жёлтая восточная, или ленточница желтобрюхая или орденская лента жёлтая южная (Catocala neonympha), — ночная бабочка из семейства Erebidae.

## Описание
Крупная ночная бабочка с размахом крыльев — 50— 68 мм. Основной фон передних крыльев буровато-охристый, с напылением более темных коричневых чешуек. Передние крылья на верхней стороне имеют сложный рисунок из тонких зубчатых черноватых линий и перевязей коричневатого цвета. Бахромка сероватая. Задние крылья тёмно-жёлтого цвета с чёрной срединной перевязью, не достигающей заднего края крыла. Бахромка заднего крыла — пестрая, состоит из желтоватых и сероватых участков. Брюшко серовато-жёлтое.

## Ареал
Степи Крыма, Северный Кавказ, Южное Приуралье, Северное Причерноморье, Придонье, Поволжье, горы Средней Азии, юг Западно-Сибирской низменности, Алтай, Иран, Ирак, Афганистан, Монголия, Китай и северная Индия.

## Биология
Вид локально приурочен к зарослям кормового растения. Развивается в одном поколении за год. Время лёта с конца июня по середину августа. Бабочки активны в ночное время суток. Часто привлекаются на искусственные источники света. Зимуют яйца. Гусеницы имеют отчетливую светлую боковую линию и лишены выступов на спине. В Средней Азии гусеницы развиваются на солодке из семейства бобовых, также отмечено питание листьями дуба (Quercus) и ивы (Salix).